# Astacilla lineata
Astacilla lineata är en kräftdjursart som först beskrevs av Stebbing 1873.  Astacilla lineata ingår i släktet Astacilla och familjen Arcturidae. Inga underarter finns listade i Catalogue of Life.